# Rondonópolis Esporte Clube
O Rondonópolis Esporte Clube mais conhecido como REC  é um clube brasileiro de futebol da cidade de Rondonópolis, no estado de Mato Grosso. Suas cores são o azul e branco.

## História
O Rondonópolis Esporte Clube (REC) nasceu no ano de 2006, com data de fundação oficial no aniversário de Rondonópolis (10/12) - as cores do escudo e da camisa da equipe também são as mesmas da bandeira da cidade, a partir da sociedade de quatro amigos apaixonados por futebol e até então sócios-proprietários de outra equipe local.[carece de fontes?]
Francisco Marinõ Fernandes, José Francisco da Cruz, Neri José Schmidt e Paulo Ferreira de Paula adquiriram uma área de 8 hectares (Chácara Beira-Rio), a 600m do Jardim Europa, ainda no mesmo ano, quando iniciaram a construção da sede própria e Centro de Treinamentos do clube (atual “Boca do Leão”).[carece de fontes?]
Em 2007, eles se dedicaram incansavelmente nestas obras, como construção de escritório, vestiários, enfermaria, academia, além de um campo de futebol soçaite e três campos oficiais de futebol – algumas concluídas apenas em 2008.[carece de fontes?]
Ainda no seu 1º ano de fundação, o clube empresa mudou sua trajetória inicial, que visava a revelação de jovens talentos, através das categorias de base.[carece de fontes?]
Isto porque o Rondonópolis EC foi convidado pela Federação Mato-Grossense de Futebol (FMF) a disputar o Campeonato Estadual de 2008, graças à ampliação de clubes participantes da 1ª divisão. Assim, o projeto da direção de começar profissionalmente na 2ª divisão em 2009 foi antecipado.[carece de fontes?]
Tendo que conciliar as despesas de construção do CT e equipe profissional, a diretoria montou um elenco razoável, com o objetivo de não cair para a Segunda Divisão. O resultado final, considerando estes fatores, foi bom, já que o Rondonópolis EC esteve muito próximo da classificação para a semifinal do Estadual.[carece de fontes?]
Para competição, o Rondonópolis EC trouxe vários jogadores, entre eles Juninho da base do São Paulo e David do Mineiros, grande promessa do Futebol Goiano. Na competição o Rondonópolis EC disputou a primeira partida oficial de sua história. O jogo aconteceu dia 27 de janeiro de 2008, no estádio Luthero Lopes, diante do Grêmio Jaciara, conseguindo o grande resultado, 3 a 1, sendo todos os gols marcado pelo camisa 9, David. Com muito planejamento, o Rondonópolis EC iniciou sua preparação para a Copa Governador do Estado de 2008 logo após o Mato-Grossense. A antecipação, porém, não foi tão valiosa como o esperado, pois os planos de alcançar as primeiras posições com o jovem elenco foram frustrados no arbitral da competição, que deu fim ao limite de idade.[carece de fontes?]
Em 2013 o REC foi campeão da Copa Mato Grosso.
Em 2015 o REC desistiu de disputar o Campeonato Matogrossense por falta de dinheiro sendo suspenso por 2 anos e ficando com as atividades paradas.
Em 2024, o clube retornou às atividades para a disputa da Segunda Divisão.

## Títulos
| Estaduais | Estaduais  | Estaduais | Estaduais  |
|           | Competição | Títulos   | Temporadas |
| --------- | ---------- | --------- | ---------- |
|           | Copa FMF   | 1         | 2013       |